# Горст Бухгольц
Горст Вернер Бухгольц (нім. Horst Werner Buchholz 4 грудня 1933, Берлін — 3 березня 2003, там же) — німецький актор.

## Біографія
народився 4 грудня 1933 року в Берліні. Незабаром після народження сина мати Горста Буххольца Марія Газенкамп була змушена віддати його на виховання в прийомну сім'ю. Прізвище Бухгольц хлопчик отримав в 1938 році, коли його мати вийшла заміж за шевця Гуго Бухгольца. Сім'я мешкала в берлінському районі Пренцлауер-Берг .
У 1941 році народилася сестра Горста Гайді, яка дала йому прізвисько «Готте», яке залишилося з ним на все життя.
У 1943 році хлопчика відправили в Сілезію в дитячий табір. Під час евакуації, поїзд піддався атаці штурмової авіації, в якій загинула половина евакуйованих дітей. До Берліна Бухгольц повернувся в 1946 році.
Горст брався за будь-яку роботу, відновив навчання в школі. Свою першу роль він зіграв на сцені шкільного театру в постановці «Підступність і кохання», далі була головна роль в п'єсі «Плоть Медузи» Георга Кайзера в театрі імені Геббеля.
У 1948 році Бухгольц працював статистом в берлінському театрі «Метрополь» і займався озвучуванням.
У 1950 році кинув школу, щоб остаточно стати актором, брав уроки акторської майстерності.
Дебют в кіно відбувся в 1952 році в масовці фільму «Слід веде до Берліна» Ірини Гарден. За роль в четвертому фільмі з його участю Горст Бухгольц був визнаний найкращим актором на Каннському кінофестивалі 1955 року. У 1956 році Бухгольц став знаменитим після головної ролі в фільмі «Хулігани» Георга Треслера. І наступний фільм з його участю «Кінцева станція — любов» підтвердив його славу німецького Джеймса Діна. Образ впертого бунтаря зробив Бухгольца кумиром молоді як в Східній, так і Західній Німеччині. У 1957 році Бухгольц знявся в стрічці «Монпті», де його партнеркою виступила Ромі Шнайдер .
У 1958 році після закінчення зйомок фільму «Воскресіння» за романом Л. М. Толстого Бухгольц одружився з французькою актрисою Міріам Брю, з якої він виконав головні ролі в цій екранізації. У них народилося двоє дітей — Крістофер і Беатріс. Світова популярність прийшла до Бухгольца з роллю в екранізації роману Томаса Манна «Визнання авантюриста Фелікса Круля». Наступною віхою в його кар'єрі став фільм «Мокрий асфальт», слідом за яким надійшла пропозиція ролі у фільмі «Тигрова бухта» 1959 року. У тому ж 1959 році відбувся дебют актора на Бродвеї в постановці «Шері» Аніти Лус .
У 1959 році Буххольц знявся в німецькому фільмі «Корабель мертвих» за однойменним романом Б. Травена. Надалі актор знімався переважно в фільмах американського, французького, англійського та італійського виробництва. У 1960—1961 роках Буххольц знявся в двох голлівудських стрічках, які завоювали світове визнання: у ролі Чіко в легендарному вестерні «Чудова сімка» і в комедії «Один, два, три» Біллі Вайлдера .
У 1973 році заради кінокомедії «… Але Джонні» Горст повернувся в Західну Німеччину. У наступні роки він був зайнятий переважно на телебаченні. У 1981 році вийшла його авторська телепередача Astro Show спільно з астрологом Елізабет Тейса . До самої своєї смерті Бухгольц працював у берлінських театрах. Останньою значною роллю в кіно стала роль лікаря концентраційного табору в оскароносному фільмі Роберто Беніньї «Життя прекрасне».
Буххольц раптово помер у 2003 році від запалення легенів, що розвинулися після операції, пов'язаної з переломом шийки стегна. Похований на берлінському цвинтарі Геерштрассе.

## Фільмографія
| - 1951: Warum? - 1952: Слід веде до Берліна — Die Spur führt nach Berlin - 1955: Маріанна — Marianne - 1955: Die Schule der Väter - 1955: Небо без зірок — Himmel ohne Sterne - 1955: Регіна — Regine - 1956: Хулігани — Die Halbstarken - 1957: Робінзон не повинен померти / Robinson soll nicht sterben - 1957: Herrscher ohne Krone - 1957: Кінцева станція — любов — Endstation Liebe - 1957: Монпті — Monpti - 1957: Визнання авантюриста Фелікса Круля — Bekenntnisse des Hochstaplers Felix Krull - 1957: Ein Stück vom Himmel - 1957: Мокрий асфальт — Nasser Asphalt - 1958: Воскресіння — Auferstehung - 1959: Тигрова бухта — Tiger Bay - 1959: Корабель мертвих — Das Totenschiff - 1960: Чудова сімка — Die glorreichen Sieben - 1961: Fanny - 1961: Один, два, три / (One Two Three) — Отто Людвіг Піфль - 1963: Нудьга / La noia - 1963: Nine Hours to Rama - 1964: Operación Estambul - 1965: La fabuleuse aventure de Marco Polo - 1967: Jonny Banco - 1967: Cervantes - 1968: Astragal - 1969: Come, quando, perche? - 1970: La colomba non deve volare - 1971: Le Sauveur - 1972: The Great Waltz - 1973: … Але Джонні — … aber Jonny! - 1973: Lohngelder für Pittsville - 1976: Frauenstation - 1976: Das Superding - 1976: The Savage Bees - 1976: Рейд на Ентеббе — Raid on Entebbe - 1977: Під покровом ночі — No Such Thing As a Vampire - 1978: How the West Was Won - 1978: The Cat and the Canary - 1978: The Amazing Captain Nemo - 1978: Деррік — Solo für Margarete | - 1978: Der große Karpfen Ferdinand und andere Weihnachtsgeschichten - 1978: Avalanche Express - 1979: De Dunquerque à la victoire - 1979: The French Atlantic Affair - 1979: Kur in Travemünde - 1980: Деррік — Auf einem Gutshof - 1981: Berlin Tunnel 81 - 1982: Aphrodite - 1983: Сахара — Sahara - 1983: Деррік — Die Tote in der Isar - 1983: Liebe hat ihren Preis - 1983: Heidelinde Weis: Funkeln im Auge - 1984: Wenn ich mich fürchte … - 1985: Кодове ім'я: Смарагд - 1986: Die Fräulein von damals - 1986: Crossing - 1988: І скрипки замовкли - 1991: Chi tocca muore - 1991: Залізний орел 3: Аси — Iron Eagle III - 1991: Requiem por Granada - 1993: Так далеко, так близько! — In weiter Ferne, so nah! - 1993: Comeback in Kampen - 1994: Tödliches Erbe - 1994: Печера золотої троянди — Fantaghirò - 1995: Zwischen Liebe und Verrat — Der Clan der Anna Voss - 1996: Der Feuervogel - 1997: Geisterstunde - 1997: Життя прекрасне — La vita è bella - 1998: Der kleine Unterschied - 1998: Voyage of Terror - 1999: Dunckel - 1999: Minefield - 2000: Kinderraub in Rio — Eine Mutter schlägt zurück - 2000: Heller als der Mond - 2000: Klinikum Berlin Mitte — Leben in Bereitschaft - 2001: The Enemy - 2001: Der Club der grünen Witwen - 2001: Traumfrau mit Verspätung - 2002: In der Mitte eines Lebens - 2002: Planet B: Detective Lovelorn und die Rache des Pharao - 2002: Morgengrauen - 2003: Atlantic Affairs |